# Homalopygus latisternus
Homalopygus latisternus är en skalbaggsart som beskrevs av Lewis 1907. Homalopygus latisternus ingår i släktet Homalopygus och familjen stumpbaggar. Inga underarter finns listade i Catalogue of Life.